# (2316) Jo-Ann
(2316) Jo-Ann es un asteroide perteneciente al cinturón de asteroides, descubierto el 2 de septiembre de 1980 por Edward Bowell desde la Estación Anderson Mesa (condado de Coconino, cerca de Flagstaff, Arizona, Estados Unidos). 

## Designación y nombre
Designado provisionalmente como 1980 RH. Fue nombrado Jo-Ann en honor a "Jo-Ann Bowell" esposa del descubridor.